# Malle Babbe
Malle Babbe je slika nizozemskega slikarja zlate dobe Fransa Halsa, naslikana ok. 1633-1635, zdaj pa v Gemäldegalerie v Berlinu. Sliko so poimenovali tudi Hille Bobbe ali Čarovnica iz Haarlema. Tradicionalno so jo razlagali kot tronie ali žanrsko sliko v portretnem formatu, ki prikazuje mitsko čarovniško figuro. Sliko zdaj pogosto identificirajo kot žanrski portret določene posameznice iz Haarlema, znane kot Malle (kar pomeni 'nori') Babbe, ki je bila morda alkoholik ali je trpela za duševno boleznijo.
Slika je predmet umetniškega občudovanja že od Halsovega življenja, saj obstaja več kopij in različic, ki so jih naslikali njegovi privrženci. Občudoval jo je Gustave Courbet, ki je naredil njeno kopijo leta 1869, ko je bila na ogled v Münchnu.

## Slika
Slika je olje na platnu, ki meri 75 × 64 cm in prikazuje obraz nasmejane ženske, ki sedi za vogalom mize in očitno govori ali se smeji nekomu ali nečemu na desni strani platna. Z desno roko ženska drži kositrni vrč za pivo z odprtim pokrovom. Na levi rami ženske sedi sova. Ženska oblačila so preprosta in ustrezajo modi okoli leta 1630 v Haarlemu. Njen obraz je oživljen v skoraj manični grimasi. Zelo svobodno ravnanje z barvo je značilno za Halsov slog in se ne razlikuje veliko od tistega na njegovih bolj uradnih portretih po naročilu.

## Ime
Slika je bila dolgo časa napačno označena kot Retarded Man (ali Čarovnica iz Haarlema) zaradi napačnega branja napisa na zadnji strani okvirja slike, ki se v resnici glasi Malle Babbe van Haerlem … Fr[a]ns Hals.
V razlagi čarovnice je sova veljala za možnega znanca. Vendar pa tema Fransa Halsa v njegovih drugih slikah nakazuje, da je slika verjetno prizor v gostilni, v tem primeru pa bi sova odražala nizozemski pregovor »pijan kot sova.«

## Prava Malle Babbe
Raziskava v nizozemski občini Haarlem je pokazala, da je prava Malle Babbe dejansko obstajala, po imenu Barbara Claes. Uvrščena je bila na seznam stanovalcev tamkajšnje bolnišnice Het Dolhuys, ki je stala izven mestnega obzidja in je služila sebi ali družbi nevarnim ljudem, pa tudi hospicu za popotnike, ki so prišli po zaprtju mestnih vrat. Okoli leta 1642 je bil v tem hospicu tudi Pieter Hals, sin Fransa Halsa. Hals in ta Malle Babbe sta se v tem času verjetno že srečala, saj je bila očitno znana osebnost v Haarlemu, čeprav nobena druga njena biografska podrobnost ni ohranjena, razen da je umrla leta 1663. V nizozemščini pridevnik Malle pomeni 'norec' in ni nenavadno videti, da slikarji ali pisatelji upodabljajo tovrstne vaške figure. V tovrstnih upodobitvah lahko najdemo zapis neuravnovešenih osebnosti družbe, ki pripadajo kulisi vsakdanjega življenja ali pa umetnik uživa v raziskovanju tanke meje med zdravo pametjo in norostjo.

## Druge slike
Metropolitanski muzej umetnosti v New Yorku ima podobno sliko. Kdo je avtor te slike, ni jasno. V preteklosti so jo pripisovali tudi Fransu Halsu, zdaj pa se domneva, da je delo enega od njegovih učencev.
Druga različica prikazuje Malle Babbe v spremstvu moškega, ki pije. Obstajata dve sliki neznanega avtorja, na katerih je upodobljena z moško figuro, prirejeno po delu Adriaena Brouwerja. Obe figuri sta upodobljeni za mizo, polno rib. Obstajata tudi dva portreta, ki očitno prikazujeta Babbe, vendar brez sove.
Han van Meegeren je ustvaril različico predmeta v slogu Vermeerja, ki je zdaj razstavljena v Rijksmuseumu.

## Pesem
Na Nizozemskem je slika dobila tudi ime po znani pesmi, ki sta jo napisala Boudewijn de Groot in Lennaert Nijgh in jo je leta 1973 prvič izvedel Rob de Nijs. Dejansko temo pesmi Malle Babbe pa je navdihnila druga slika Fransa Halsa, Ciganka, ki prikazuje prsasto mlado žensko, verjetno prostitutko. Pesem slavi njeno poželjivo spolnost. Vendar se nanaša tudi na to, da je pila penasto pivo v gostilni, prizorišču Malle Babbe, ne Ciganke. Obe sliki je Nijgh videl na razstavi leta 1962.

## Izvor
Najzgodnejša zgodovina slike ni znana. Prva dokumentirana prodaja, ki je verjetno vključevala Malle Babbe, je dokumentirana za 1. oktober 1778 v Amsterdamu, kjer je slika šla kupcu po imenu Altrogge za devet guldnov. Tudi naslednja prodaja v Nijmegenu 10. junija 1812 ni gotova. 12. maja 1834 je sliko za devet guldnov prodal J.F. Sigault in J.J. van Limbeek prodan in nato postal del zbirke Stokbroo van Hoogwood en Aartwoud. 3. septembra 1867 je Bartholdt Suermondt, industrialec in zbiratelj iz Aachna, kupil sliko na dražbi Stockbroo v Hoornu za 1660 guldnov. Leta 1869 ga je prvič javno razstavil v Münchnu, kjer si ga je med mnogimi ogledal tudi Gustave Courbet.
Leta 1873 je bila razstava v Bruslju in leta 1874 je Suermondt prodal velik del svoje zbirke, vključno z Malle Babbe, za približno milijon zlatih mark Kraljevim muzejem v Berlinu, današnji Berlinski galeriji slik, ki je bila takrat pod vodstvom Juliusa Meyerja in Wilhelma von Bodeja kot njegov pomočnik. Slika je še danes v lasti berlinske slikarske galerije in je prikazana na stalni razstavi v Kulturforum Berlin.
Poleg stalne razstave v Berlinu je bila Malle Babbe leta 1873 prikazana v Bruslju, leta 1950 v Amsterdamu in leta 1962 v Haarlemu. V letih 1989 in 1990 je bila slika del skupne razstave Narodne galerije umetnosti v Washingtonu, D. C., Kraljeve akademije umetnosti v Londonu in muzeja Fransa Halsa v Haarlemu.